# پیرغیب (تویسرکان)
پیرغیب روستایی از توابع بخش مرکزی شهرستان تویسرکان در استان همدان ایران است.

## جمعیت
این روستا در دهستان سیدشهاب قرار دارد و براساس سرشماری مرکز آمار ایران در سال ۱۳۹۵، جمعیت آن ۱۵۷ نفر (۵۶ خانوار) بوده‌است.